# Sekundærrute 541
De Sekundærrute 541 is een secundaire weg in Denemarken. De weg loopt van Hobro via Hadsund en Egense naar Sæby. De Sekundærrute 541 loopt door Noord-Jutland en is ongeveer 110 kilometer lang.